# Spotted Tail
Spotted Tail (Siŋté Glešká; în siouan⁠(d): [sɪ̃ˈte glɛˈʃka], pronunțat gleh-shka; nume la naștere T'at'aŋka Napsíca „Jumping Buffalo”; în siouan: [t'at'ə̃ka naˈpsit͡ʃa]; n. 1823, Dakota de Sud, SUA – d. 5 august 1881, Dakota de Sud, SUA) a fost o căpetenie a tribului Brulé Lakota. Deși a fost un războinic renumit în tinerețe și a luat parte la Masacrul Grattan⁠(d), a refuzat să participe la Războiul de pe Râul Powder. A considerat zădarnică încercarea de a opri incursiunile albilor pe teritoriile patriei sale și a devenit diplomat, militând pentru pace și drepturile tribului său.
A călătorit de mai multe ori la  Washington, D.C. în anii 1870 pentru a-și reprezenta poporul și a susținut dreptul la educație al amerindienilor Sioux. A fost împușcat mortal în 1881 de Crow Dog, o căpetenie Brulé, din motive necunoscute.

## Biografie
Spotted Tail s-a născut în jurul anului 1823 în comitatul White River⁠(d), la vest de râul Missouri, în actuala Dakota de Sud. Tatăl său, Cunka sau Tangle Hair, făcea parte din tribul Saône, iar mama sa, Walks-with-the-Pipe, era o Brulé. I s-a dat la naștere numele Jumping Buffalo. În ultimii 40 de ani, Lakota sau Teton Sioux s-au mutat din Minnesota actuală și estul Dakotei de Sud în zonele situate la vest de Missouri, iar apoi s-au împărțit în mai multe triburi, inclusiv Saône, Brulé și Oglala⁠(d).
Tânărul și-a obținut numele de războinic - Spotted Tail - după ce a primit cadou o coadă de raton de la un vânător alb. A luat parte la Masacrul de la Grattan. Două dintre surorile sale, Iron Between Horns și Kills Enemy, au fost căsătorite cu bătrânul Crazy Horse. Se bănuiește că Spotted Tail ar fi fost unchiul matern al faimosului războinic Crazy Horse și rudă cu cunoscuta căpetenie Touch the Clouds.
Generalul Anson Mills⁠(d), care avea o relație apropiată cu Spotted Tail, l-a caracterizat drept „un om chipeș, cu maniere fermecătoare, absolut loial guvernului, iubitor de pace, conștient că poporul său nu va obține nimic bun prin război”, un om cu simțul umorului și cu un mare respect față de ofițerii armatei americane.